# Blitvenica
Blitvenica este o arie protejată (sit de importanță comunitară — SCI) din Croația întinsă pe o suprafață de 16,29 ha, integral marine.

## Localizare
Centrul sitului Blitvenica este situat la coordonatele 43°37′29″N 15°34′31″E / 43.624732°N 15.575339°E.

## Înființare
Situl Blitvenica a fost declarat sit de importanță comunitară în iulie 2013 pentru a proteja un număr necunoscut de specii din flora spontană și fauna sălbatică aflate în arealul zonei.

## Biodiversitate
Situată în ecoregiunea marină mediteraneană, aria protejată conține 1 habitat natural: Recifuri.
La baza desemnării sitului se află un număr nedeclarat de specii protejate.